# 솔 배스
솔 배스(Saul Bass, 1920년 5월 8일 ~ 1996년 4월 25일)는 미국의 그래픽 디자이너, 타이틀 디자이너, 영화 감독이다. 영화계에 타이틀 디자인 분야를 확립한 인물로도 알려져있다.

## 작품 목록

### 연출
- The Searching Eye (1964, 단편 다큐)
- Why Man Creates (1968, 단편 애니)
- 제4의 종말 (1974)
- The Solar Film (1980, 단편 애니)
- 퀘스트 (1984, 단편)

### 영화 디자인
- 카르멘 존스 (1954) - 포스터 및 타이틀 시퀀스
- 빅 나이프 (1955) - 타이틀 시퀀스
- 7년만의 외출 (1955) - 타이틀 시퀀스
- 80일간의 세계 일주 (1956) - 타이틀 시퀀스
- 공격 (1956) - 타이틀 시퀀스
- 황금팔을 가진 사나이 (1955) - 포스터 및 타이틀 시퀀스
- 하오의 연정 (1957) - 포스터
- 성 잔 다르크 (1957) - 포스터 및 타이틀 시퀀스
- 자랑과 정열 (1957) - 타이틀 시퀀스
- 슬픔이여 안녕 (1958) - 포스터 및 타이틀 시퀀스
- 빅 컨츄리 (1958) - 포스터 및 타이틀 시퀀스
- 현기증 (1958) - 포스터 및 타이틀 시퀀스
- 살인의 해부 (1959) - 포스터 및 타이틀 시퀀스
- 북북서로 진로를 돌려라 (1959) - 타이틀 시퀀스
- 싸이코 (1960) - 타이틀 시퀀스
- 스파르타쿠스 (1960) - 타이틀 시퀀스
- 영광의 탈출 (1960) - 포스터
- 오션스 일레븐 (1960) - 타이틀 시퀀스
- 원, 투, 쓰리 (1961) - 포스터
- 웨스트 사이드 스토리 (1961) - 타이틀 시퀀스
- 애드바이즈 앤 컨센트 (1962) - 포스터 및 타이틀 시퀀스
- 매드 매드 대소동 (1963) - 포스터 및 타이틀 시퀀스
- 더 카디널 (1963) - 포스터 및 타이틀 시퀀스
- 인 함스 웨이 (1965) - 포스터 및 타이틀 시퀀스
- 버니 레이크의 실종 (1965) - 포스터 및 타이틀 시퀀스
- 그랑프리 (1966) - 타이틀 시퀀스
- 소방수의 무도회 (1967) - 포스터
- Why Man Creates (1968) - 포스터
- 서치 굿 프렌즈 (1971) - 포스터 및 타이틀 시퀀스
- 로즈버드 (1975) - 포스터
- 엔터테인먼트 2 (1976) - 타이틀 시퀀스
- 휴먼 팩터 (1979) - 포스터
- The Solar Film (1980) - 포스터
- 샤이닝 (1980) - 포스터
- 빅 (1988) - 타이틀 시퀀스
- 장미의 전쟁 (1989) - 타이틀 시퀀스
- 콰이 강의 다리 2 (1989) - 포스터 (미공개)
- 좋은 친구들 (1990) - 타이틀 시퀀스
- 케이프피어 (1991) - 타이틀 시퀀스
- 토요일 밤의 남자 (1992) - 타이틀 시퀀스
- 쉰들러 리스트 (1993) - 포스터 (미선정)
- 순수의 시대 (1993) - 타이틀 시퀀스
- 카지노 (1995) - 타이틀 시퀀스
- 마틴 스콜세지의 영화 이야기 (1995) - 타이틀 시퀀스

## 같이 보기
- 모션 그래픽스
- 폴 랜드
- 드루 스트루전